# Puchavec
Puchavec (341 m n. m., německy Neubauer Berg) je vrch v okrese Česká Lípa v Libereckém kraji. Leží asi 0,5 km jihovýchodně od vsi Srní u České Lípy na katastrálním území obce Provodín.
Od hranice lesa jsou výhledy od severozápadu, přes jih až východ.

## Geografická poloha
Vrch Puchavec se nachází v geomorfologickém podokrsku Provodínské kameny, součásti okrsku Provodínská pahorkatina podcelku Dokeská pahorkatina, přináležejícího do geomorfologického celku Ralská pahorkatina. S nadmořskou výškou 341 metrů patří kopec Puchavec k nejnižším vrcholkům Provodínských kamenů, vytvářejících ve směru od severozápadu k jihovýchodu nízký hřbet mezi nivami Ploučnice a Robečského potoka.

## Mineralogická lokalita
Puchavec býval jednou z nejvýznamnějších mineralogických lokalit na Českolipsku. V minulosti byly ve zdejšímu lomu nalezeny bohaté jehlicovité drúzy natrolitu (Na2(Al2Si3O10) · 2H2O). Ukázky těchto nálezů jsou uchovány například v mineralogických sbírkách Vysoké školy chemicko-technologické v Praze, v Národním muzeu v Praze nebo v Přírodovědném muzeu ve Vídni. Dalším zdejším minerálem je thomsonit, jehož vzorky jsou např. ve sbírkách Vlastivědného muzea v České Lípě. Těžba v lomu byla ukončena pravděpodobně ve třicátých letech 20. století.

## Přístup
Automobilem lze přijet po silnici Provodín – Srní, od které je vrch vzdálen jen 140 m jihozápadním směrem. Po této místní silnici je také vedena cyklotrasa č. 3045, směřující ze Zákup kolem Provodína a Máchova jezera do obce Bezděz. Železniční zastávka Srní na trati Bakov nad Jizerou – Česká Lípa – Jedlová se nachází zhruba 700 metrů severně od Puchavce. Přímo na vrch Puchavec ani do jeho blízkosti žádná turistická značená cesta nevede.

## Galerie

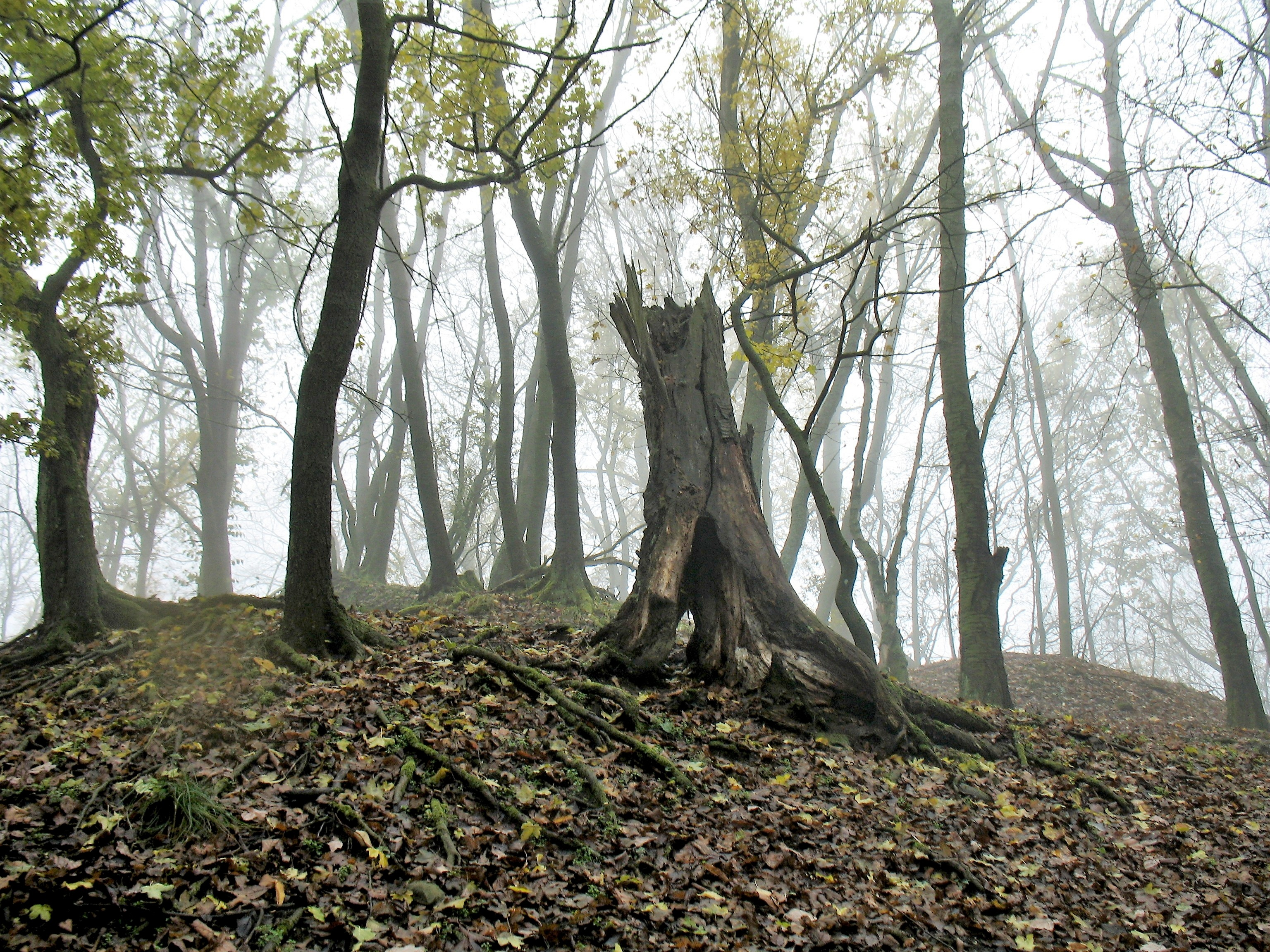
Les u vrcholu
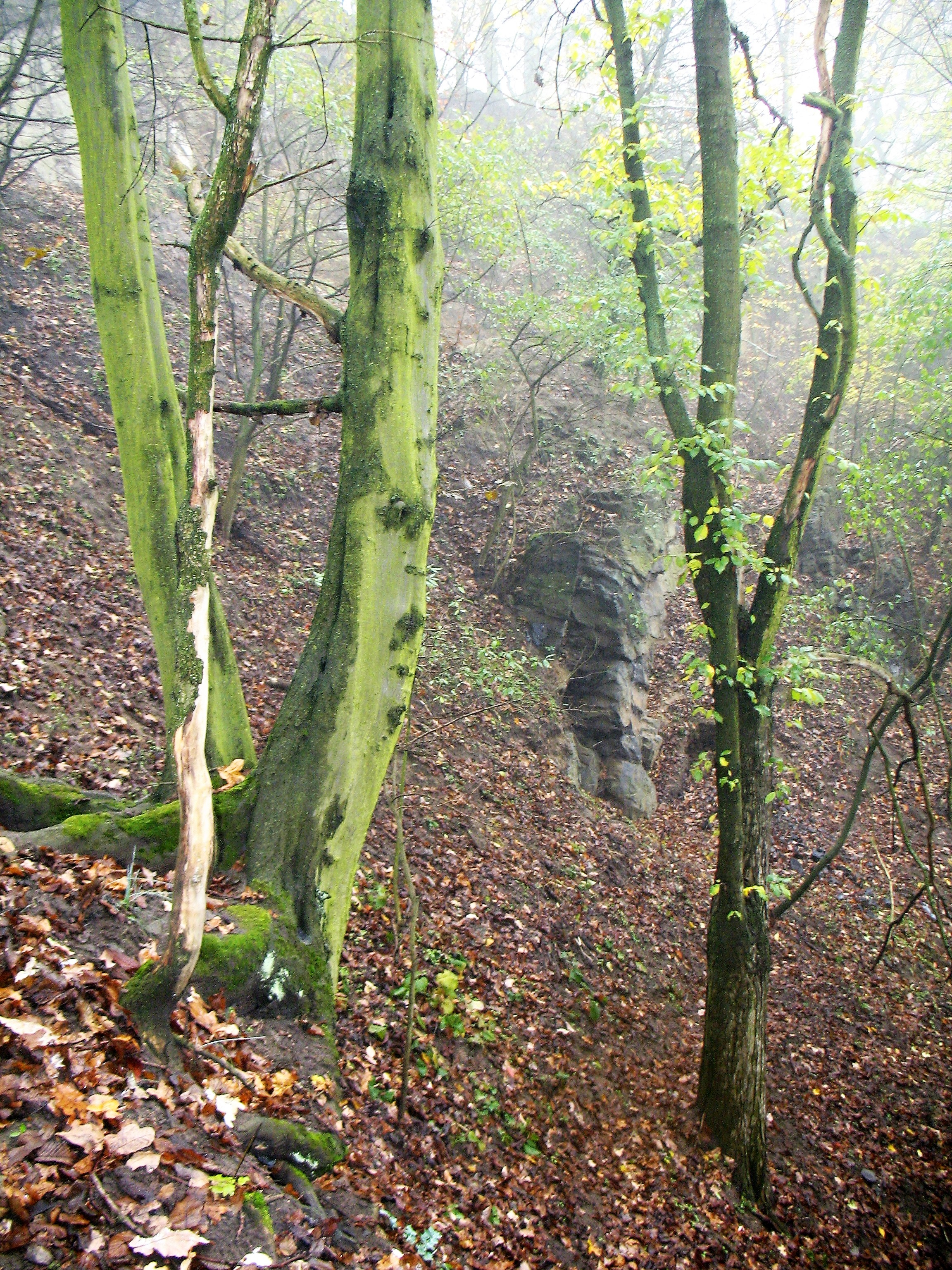
Lom v jižním svahu
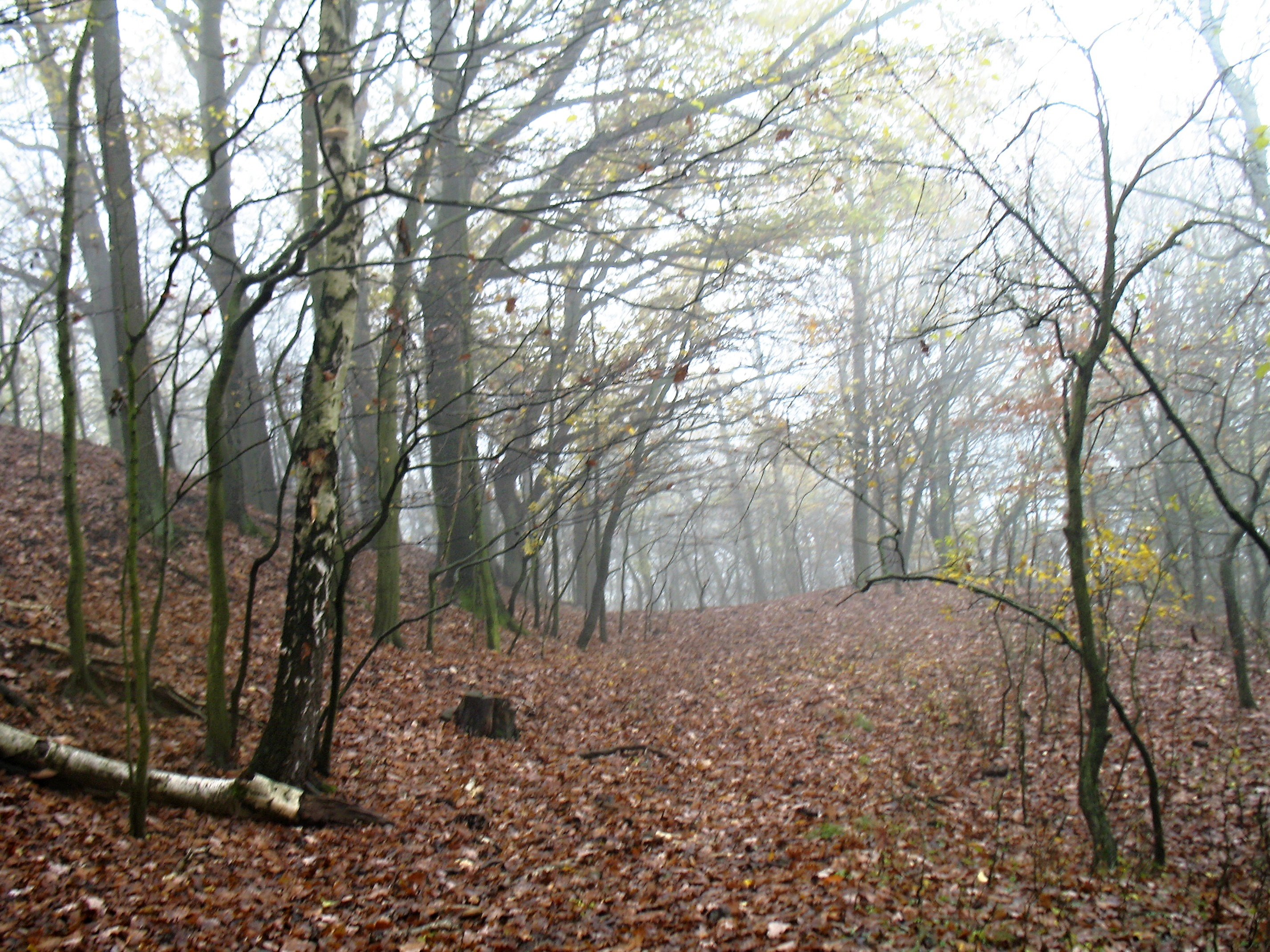
Cesta mezi lomy
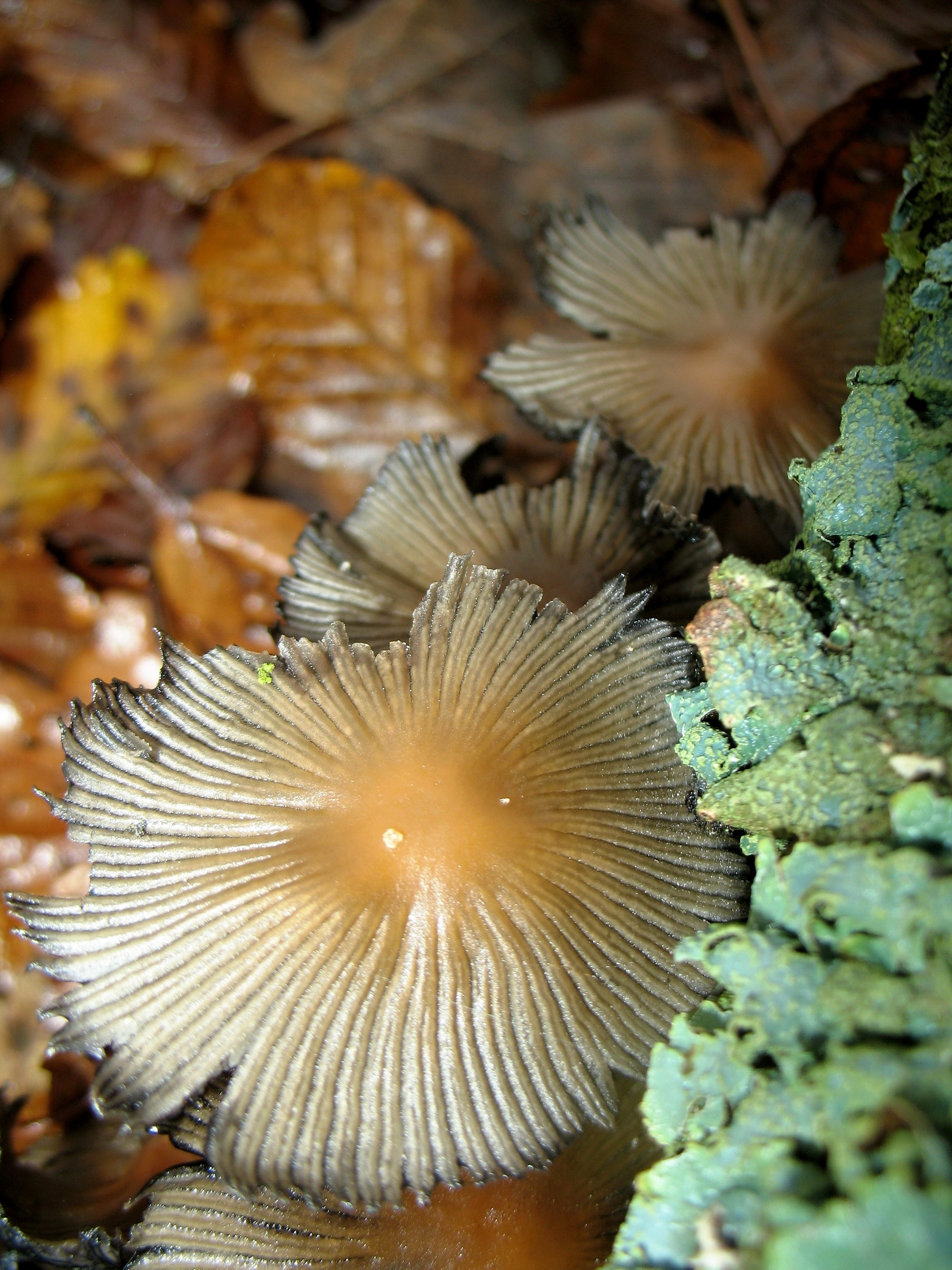
Podzimní les
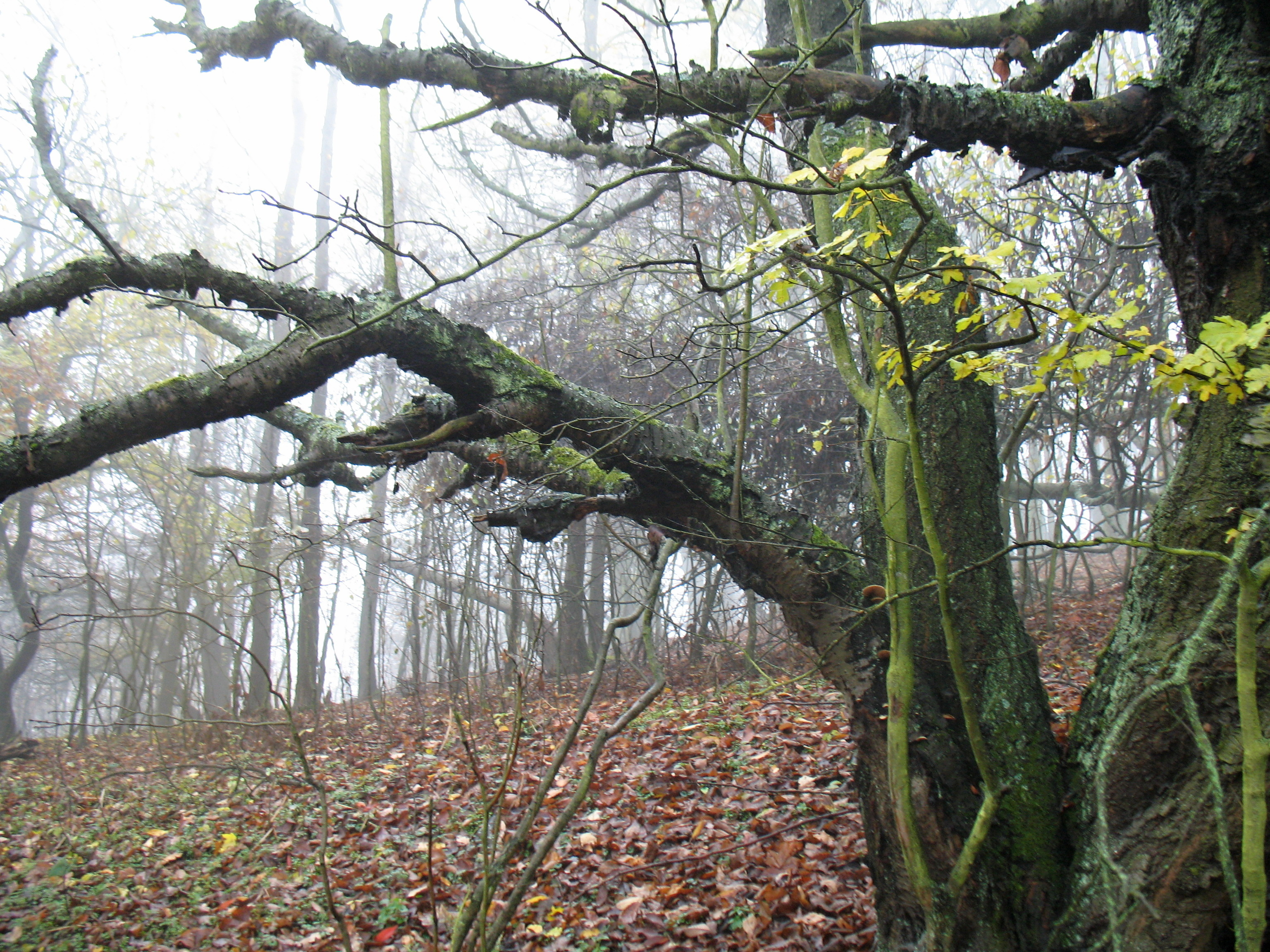
Staré stromy na úpatí